# Fabián Estoyanoff
Fabián Estoyanoff (27 września 1982 w Montevideo) – urugwajski piłkarz grający na pozycji pomocnika. Mierzy 1,73 m. Obecnie gra w Panioniosie GSS. Od 2001 roku jest zazwyczaj regularnie powoływany do kadry La Celeste.

## Kariera reprezentacyjna
Estoyanoff gra w drużynie narodowej Urugwaju od 2001 roku. Ma w swoim kadrowym dorobku brązowy medal Copa America 2004. Brał również udział w Copa America 2007.